# Søren Wulff Johansson
Søren Wulff Johansson (später Søren Linnemand Johansson; * 26. August 1971 in Hals, Nord-Jütland, Dänemark; † 8. August 2020 in Borup, Dänemark) war ein dänischer Zehnkämpfer. Er war der erste dänische Sportler, der lebenslang wegen zweier Dopingvergehen gesperrt wurde.
Johansson war Mitglied der Leichtathletikclubs von Aalborg AK bis 1989, Trongården 1991/1992, Sparta Atletik 1993 und Københavns Idræts Forening 1994/1995. Er siegte in zwei dänischen Meisterschaften und zwei Juniorenmeisterschaften. Seine Bestleistung im Zehnkampf betrug 6982 Punkte.
1989 wurde Johansson wegen unerlaubten Dopings mit anabolen Steroiden für zwei Jahre gesperrt. 1995 wurde er ein zweites Mal positiv getestet und wegen erneuten unerlaubten Dopings lebenslang gesperrt.